# ユーリイ・クチエフ島
ユーリイ・クチエフ島（ユーリイ・クチエフとう、ロシア語: Остров Юрия Кучиева）は、ロシア領ゼムリャフランツァヨシファ南西部に位置する島である。無人島。2008年初めに原子力砕氷船«ヤマル»により発見された。